# Robaia robai
Robaia robai is een tweekleppigensoort uit de familie van de Nuculanidae. De wetenschappelijke naam van de soort is voor het eerst geldig gepubliceerd in 1929 door Kuroda als Leda (Leda) robai.